# Roksindol
Roksindol (EMD-49,980) je dopaminergični i serotonergični lek koji je originalno bio razvijen za lečenje šizofrenije. U kliničkim ispitivanjima njegova antipsihotička efikasnost je bila skromna, ali je neočekivano nađeno da proizvodi potentne i brze antidepresantne i anksiolitičke efekte. Konsekventno, roksindol je dalje istražen za primenu u lečenju depresije. On je takođe istražen kao terapija za Parkinsonovu bolest i lečenje prolaktinoma.
Roksindol deluje kao agonist na sledećim receptorima:
- D2 receptor ( = 8.55)
- D3 receptor ( = 8.93)
- D4 receptor ( = 8.23)
- 5-HT1A receptor ( = 9.42)

## Spoljašnje veze
|  | Molimo Vas, obratite pažnju na važno upozorenje u vezi sa temama iz oblasti medicine (zdravlja). |